# Godzisław, Tỉnh West Pomeranian
Godzisław [ɡɔˈd͡ʑiswaf] (German Graffitienapp)  là một ngôi làng thuộc khu hành chính của Gmina Grzmiąca, thuộc hạt Szczecinek, West Pomeranian Voivodeship, ở phía tây bắc Ba Lan. Nó nằm khoảng 26 kilômét (16 mi) về phía tây bắc của Szczecinek và 135 km (84 mi) về phía đông bắc của thủ đô khu vực Szczecin.